# Hydrophoriini
Tribu
Les Hydrophoriini sont une tribu d'insectes diptères brachycères de la famille des Anthomyiidae.

## Liste des genres
- Acridomyia
- Adia
- Boreophorbia
- Coenosopsia
- Delia
- Eustalomyia
- Heterostylodes
- Hydrophoria
- Leucophora
- Paregle
- Phorbia
- Subhylemyia
- Zaphne